# Сербовка

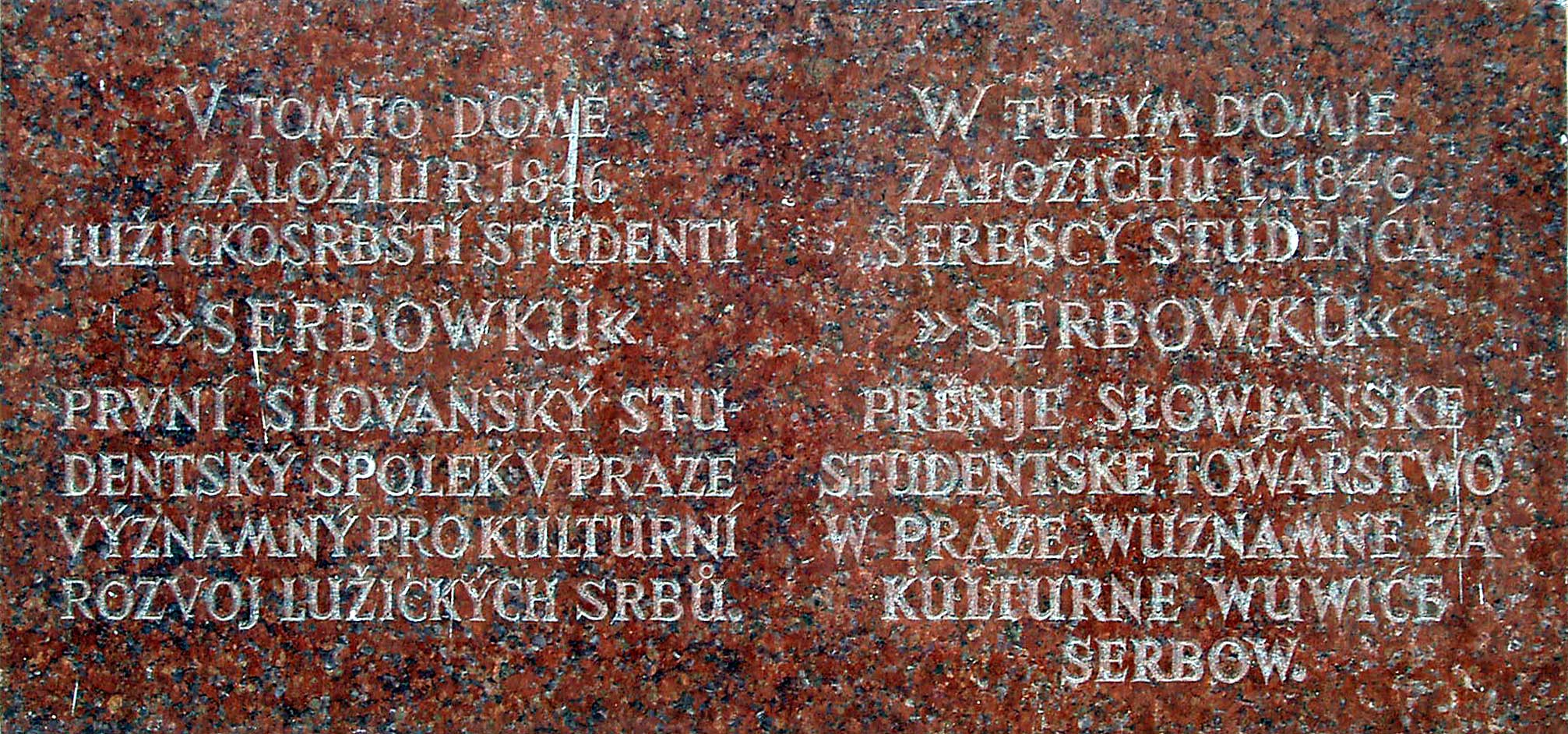
Меморіальна табличка, укріплена на стіні лужицької семінарії, Прага, Чехія

Се́рбовка (в.-луж. Serbowka) — назва лужицького католицького студентського братства, яке діяло в Празі. Організація була заснована 21 жовтня 1846 року в празькій лужицькій семінарії. Сербовка була першою лужицькою студентською організацією, яка виникла за межами Німеччини. Основною метою організації було збереження і просування лужицької культури і лужицьких мов серед студентів, які навчалися в Празі. Організація сприяла консолідації лужичан і їх національній самоідентифікації. Студентське братство співпрацювало з іншими слов'янськими студентськими та освітніми організаціями того часу.
Братство видавало власний літературний журнал «Kwěty» (Квіти), на сторінках якого публікували свої перші літературні спроби майбутні відомі серболужицькі письменники і поети Якуб Барт-Цішинський, Міклавш Бедрих-Радлубін, Міклавш Андріцький, Ян Арношт Голан, Юрій Лібш, Юрій Вінгер, Ромуальд Домашка і Якуб Лоренц-Залеський.

## Відомі члени
- Міклавш Андріцький (1871—1908) — лужицький письменник.
- Якуб Бук (1825—1895) — лужицький письменник;
- Міхал Весела (1863—1927) — лужицький поет.
- Ян Гейдушка (1915—1944) — лужицький поет.
- Міхал Гірник (1833—1894) — лужицький письменник;
- Гандрій Дучман (1836—1909) — лужицький поет і письменник. Керував «Сербовкою» з 1858 року по 1860 рік;
- Петр Дучман (1839—1907) — лужицький громадський діяч, лікар і фотограф. Засновник серболужицького театру.
- Міклавш Жур (1821—1887) — серболужіцкой письменник, драматург і громадський діяч. Керував «Сербовка» у 1885—1886 роках.
- Юрій Краль (1864—1945) — лужицький філолог.
- Йозеф Новак (1895—1978) — лужицький поет.
- Якуб Барт-Цішинський (1856—1909) — лужицький письменник.
- Ян Чесла (1840—1915) — лікар, серболужицький поет.
- Міхал Чох (1851—1922) — лужицький педагог і поет.
- Міхал Шевчик (1870—1903) — лужицький письменник, історик і публіцист.
- Якуб Шевчик (1867—1935) — лужицький поет і громадський діяч.